# Рудник Севідж-Рівер
Рудник Севідж-Рівер – гірничодобувний майданчик на австралійському острові Тасманія.
Розробка магнетитового родовища Севідж-Рівер почалась у 1967 році. Проект реалізувала Pickands Mather International, яка в 1997-му продала його компанії Australian Bulk Minerals (AMB), що належала до групи канадської Ivanhoe Mines. Цей продаж відбувався на тлі вичерпання запланованих до розробки запасів і навіть супроводжувався зупинкою видобутку в 1995 – 1996 роках. Втім, новий власник відновив повноцінну роботу копальні, для чого узялись за розробку більш глибоких горизонтів та залучили до видобутку південну частину рудного поля. В 2007-му AMB перейшла під контроль китайської Jiangsu Shagang Group, яка у 2009-му при’єднала AMB до іншої своєї компанії Grange Resources.
Видобуток організували відкритим способом зі створенням трьох вузьких кар’єрів, що витягнулись у ланцюжок завдовжки кілька кілометрів – Південного, Центрального та Північного. Найглибшим з них є Північний, який станом на 2021 рік досягнув позначки у 360 метрів. Він же наразі забезпечує видобуток копальні, видаючи понад 5 млн тонн руди на рік. Після збагачення отриманий концентрат відправляють по пульпопроводу Севідж-Рівер – Порт-Латта.
Подовження діяльності може забезпечити перехід до вилучення руди підземним способом, при цьому вбачається доцільним застосування методу блокового обрушення, коли підрите масивне рудне тіло руйнується під власною вагою та осідає, при цьому через заздалегідь підготовані тунелі відбувається вибірка руди. У випадку реалізації цього проекту буде можливо вилучити 64 млн тонн руди із випуском 28 млн тонн 66% концентрату (що подовжить роботу рудника до 2037 року). Станом на 2024 рік завершили спорудження розвідувального транспортного ухилу завдовжки 2 кілометра.